# Kamrat X
Kamrat X är en amerikansk komedifilm från 1940 i regi av King Vidor. Filmen satiriserar och parodierar kraftigt Sovjetunionen och kommunism, i samma anda som Ninotchka från 1939. Clark Gable gör filmens huvudroll som en journalist som smugglar nyheter ut från Sovjetunionen under aliaset "Comrade X", men blir upptäckt av en hotellanställd, som dock istället för att ange honom vill ha hjälp att smuggla ut sin dotter (Hedy Lamarr) från landet.

## Rollista
- Clark Gable - McKinley B. Thompson
- Hedy Lamarr - Theodore
- Oskar Homolka - Vasiliev
- Felix Bressart - Vanya
- Eve Arden - Jane Wilson
- Sig Ruman - Emil von Hofer
- Natasha Lytess - Olga
- Vladimir Sokoloff - Bastakoff